# Pannå

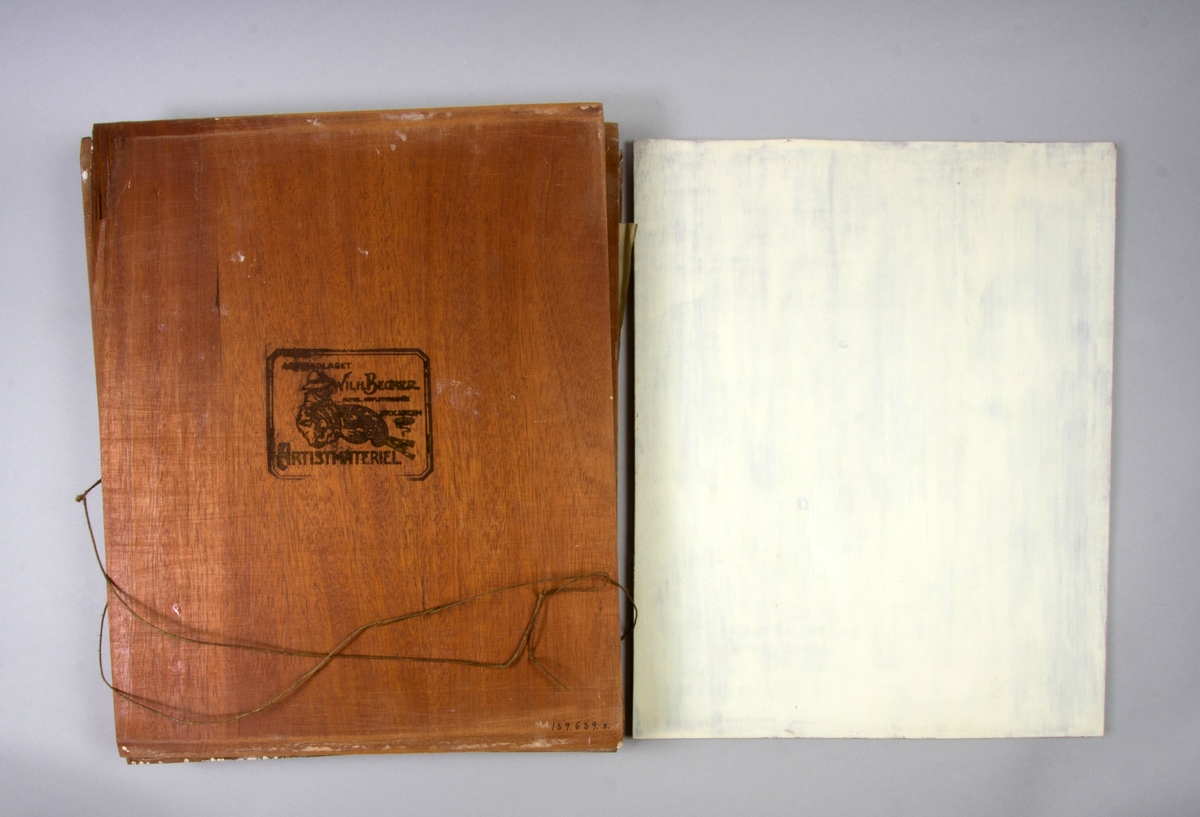
Pannåer från Beckers ca. 1890-1920, baksida or vitmålad framsida, har tillhört Julius Kronberg

En pannå (franska panneau, ytterst av senlatin pannus "tygstycke", "duk", "trasa") är en skiva på vilken man utför en målning eller fäster en bild. Den kan vara gjord av trä, masonit, papp eller syntetiskt material.

## Reklampannå
Pannå är ett vanligt uttryck inom reklambranschen för skivor av papp eller syntetiskt material med budskap på. De kan exempelvis användas vid framtagningar av reklamkoncept och vid olika sorters reklamtester. I dag ersätts pannåer oftare av digital visning av reklamen.